# Cantón de Los Chiles
Los Chiles  es el cantón número  14 de la provincia de Alajuela, en Costa Rica, ubicado en el sector más septentrional de la República, en la frontera con Nicaragua. Está dividido en 4 distritos. 
Los Chiles posee una economía básicamente agropecuaria, basada en la siembra de granos básicos, hortalizas y ganadería de engorde. La construcción del Puesto Fronterizo de Las Tablillas, desde 2012, como puerta de entrada a Centroamérica, constituye una opción muy importante desde el punto de vista socioeconómico para los habitantes del cantón. Otra fuente de ingresos que rápidamente ha ido creciendo es el turismo rural, comunitario y de aventura que permite al visitante contar con más de 20 opciones para explorar el territorio: la observación de aves, pesca artesanal, deportiva y de orilla, paseos en lancha, fotografía de flora y fauna, senderos y caminatas diurnas y nocturnas con guías especializados, cabalgata, mariposarios, talleres de elaboración de artesanías, gastronomía local, fincas agroturísticas, y varias opciones de hospedaje. 
En Los Chiles se encuentra el Refugio nacional de vida silvestre Caño Negro, el cuarto humedal más importante y extenso de Costa Rica.

## Toponimia
En relación con el origen del nombre del cantón, existen dos  versiones populares. Una se refiere a que los huleros que habitaron la región a finales del siglo XX construyeron una bodega pajiza para guardar provisiones, en una zona hoy conocida como Los Chilitos.  En el sitio en algunas oportunidades preparaban sus comidas condimentadas con chiles, por lo que las semillas que caían al suelo dieron origen a un chilar; posteriormente la bodega desapareció por la acción del tiempo, pero las matas de chile se hicieron más numerosas. Con los años, el sitio comenzó a utilizarse como punto de referencia por parte de los habitantes de la región, al denominarlo Los Chiles.
La otra versión señala que los huleros se reunían en el lugar a contar sus aventuras, sus anécdotas, sus chistes (o "chiles" en costarriqueñismo), por lo que, finalmente llamaron al sitio Los Chiles.

## Historia
El territorio que actualmente corresponde al cantón de Los Chiles, según versión del historiador costarricense Norberto Castro y Tosi, estuvo habitado por indígenas guatusos, que fueron el resultado de la unión de votos, tices y catapas con numerosos huetares que emigraron del Valle Central. De acuerdo con un estudio de  Cleto González Víquez, los guatusos son descendientes de los indios corobicíes; estos últimos ocuparon el territorio comprendido entre los ríos Higuerón -o de Las Lajas- y Tenorio hasta el mar Caribe, quienes en determinado momento cruzaron la Sierra Minera de Tilarán y se refugiaron en las llanuras del Norte.
En el año 1857, durante la Campaña Nacional de 1856-1857, se abrió un camino que descendía desde la cima de la cordillera de Guanacaste, hasta el río San Juan, el cual fue utilizado para el movimiento de tropas que cortaron el uso del enemigo de la vía fluvial. Con este viaje, soldados y oficiales conocieron la rica zona cubierta, en ese tiempo, por bosque virgen. Años después empezaron a formarse plantaciones de cacao en Los Bajos - hoy Villa Florencia,-  El Muelle y Boca Arenal del actual cantón de San Carlos. La finca de mayor extensión fue la ubicada en Los Bajos, que se dedicó al cultivo de café, la ganadería, explotación de hule o caucho silvestre. El propietario de Los Bajos abrió una picada a Los Chiles, cerca de la frontera con Nicaragua, para importar ganado; con el propósito de mantener esta vía de comunicación en servicio, en el año 1925 se fijó un impuesto por cada cabeza de ganado que transitara por ella.
Los primeros nicaragüenses que llegaron a la región, a partir de la segunda mitad del siglo XIX, en bote por el río Frío, lo hicieron en procura de extraer el látex de los árboles de caucho que abundaban en la zona en forma silvestre. A algunos de ellos les gustó la región, por lo que regresaron con sus familias para establecerse.
A finales del siglo XIX, lo que hoy corresponde a la ciudad de Los Chiles y áreas aledañas, constituyó una hacienda ganadera del cartaginés Francisco Solano. En las primeras décadas del siglo XX, el río Frío fue la única vía de comunicación que tenían los vecinos del lugar hacia San Carlos de Nicaragua, donde adquirían algunos comestibles y artículos básicos, y vendían sus productos.
En decreto ejecutivo n.º 20 del 18 de octubre de 1915, sobre división territorial para efectos administrativos, el caserío Los Chiles conformó parte del distrito octavo del cantón de Grecia. En la división territorial administrativa de la República, promulgada por decreto ejecutivo n.º 26 del 28 de junio de 1957, el distrito décimo del citado cantón fue el barrio Los Chiles y sus caseríos.
En el gobierno de José Joaquín Trejos Fernández, en Ley n.º 4541, del 17 de marzo de 1970, se le otorgó el título de Villa a la población de Los Chiles, cabecera del cantón creado en esa oportunidad, posteriormente en Ley n.º 4574 del 4 de mayo del mismo año se promulgó el Código Municipal, que en su artículo tercero le confirió a la villa la categoría de ciudad, por ser cabecera del cantón.
La primera escuela se estableció en 1926, en la segunda administración de Ricardo Jiménez Oreamuno; la cual en este momento se denomina escuela Ricardo Vargas Murillo. El colegio Técnico Profesional Agropecuario Los Chiles, inició sus actividades docentes en 1972, en el segundo gobierno de José Figueres Ferrer.
En 1949 se erigió la coadjutoría parroquial. Durante el arzobispado de monseñor Carlos Humberto Rodríguez Quirós, cuarto arzobispo de Costa Rica, en el año 1970, se creó la parroquia dedicada a San Francisco de Asís la cual actualmente es sufragánea de la diócesis de Alajuela de la provincia eclesiástica de Costa Rica.
E1 11 de agosto de 1970 se llevó a cabo la primera sesión del Concejo de Los Chiles, integrado por los regidores propietarios, señores José Luis Jurado Pacheco, presidente, Sebastián Rocha Matus, y Bienvenido Duarte Sequeira. El ejecutivo municipal fue Miguel Ángel Mora Bonilla y el secretario municipal, Marco Juárez Ibarra.

### Apuntes históricos
Los Chiles, al igual que muchas poblaciones de la zona norte de Costa Rica, fue fundada en primera instancia por colonizadores nicaragüenses a inicios del siglo XIX, aunque la región ya estaba habitada por indios guatusos desde la época precolombina.
En el año 1857, durante la segunda campaña contra los filibusteros, se abrió un camino que descendía desde la cima de la sierra Volcánica de Guanacaste, hasta el río San Juan, el cual fue utilizado para el movimiento de tropas que cortaron el uso del enemigo de la vía fluvial. Con este viaje, soldados y oficiales conocieron la rica zona cubierta, en ese tiempo, por bosque virgen. Años después empezaron a formarse plantaciones de cacao en Los Bajos -hoy Villa Florencia- El Muelle y Boca Arenal del actual cantón de San Carlos. La finca de mayor extensión fue la ubicada en Los Bajos, que se dedicó al cultivo de café, la ganadería, explotación de hule o caucho silvestre. El propietario de Los Bajos abrió una picada a Los Chiles, cerca de la frontera con Nicaragua para importar ganado; con el propósito de mantener esta vía de comunicación en servicio, en el año 1925 se fijó un impuesto por cada cabeza de ganado que transitara por ella.
Los primeros nicaragüenses que llegaron a la región, a partir de la segunda mitad del siglo XIX, en bote por el río Frío, lo hicieron en procura de extraer el látex de los árboles de caucho que abundaban en la zona en forma silvestre. Algunos de ellos les gustaron estas tierras por lo que regresaron con sus familias para establecerse en la región. A finales del siglo XIX, lo que hoy corresponde a la ciudad de Los Chiles y áreas aledañas, constituyó una hacienda ganadera del cartaginés don Francisco Solano. En las primeras décadas del siglo XX, el río Frío fue la única vía de comunicación que tenían los vecinos del lugar hacia San Carlos de la República Nicaragua, donde adquirían algunos comestibles y artículos básicos, y vendían sus productos. En decreto ejecutivo n.º 20 del 18 de octubre de 1915, sobre división territorial para efectos administrativos, el caserío Los Chiles conformó parte del distrito octavo del cantón de Grecia.
En la división territorial administrativa de la República, promulgada por decreto ejecutivo n.º 26 del 28 de junio de 1957, el distrito décimo del citado cantón fue el barrio Los Chiles y sus caseríos. En el gobierno de don José Joaquín Trejos Fernández, en Ley n.º 4541, del 17 de marzo de 1970, se le otorgó el título de Villa a la población de Los Chiles, cabecera del cantón creado en esa oportunidad, posteriormente en Ley n.º 4574 del 4 de mayo del mismo año se promulgó el Código Municipal, que en su artículo tercero le confirió a la villa la categoría de ciudad, por ser cabecera del cantón. La primera escuela se estableció en 1926, en la segunda administración de don Ricardo Jiménez Oreamuno; la cual en este momento se denomina escuela Ricardo Vargas Murillo.
El colegio Técnico Profesional Agropecuario Los Chiles, inició sus actividades docentes en 1972, en el segundo gobierno de don José Figueres Ferrer. En 1949 se erigió la coadjutoría parroquial. Durante el arzobispado de monseñor don Carlos Humberto Rodríguez Quirós, cuarto arzobispo de Costa Rica, en el año 1970, se creó la parroquia dedicada a San Francisco de Asís la cual actualmente es sufragánea de la diócesis de Alajuela de la provincia eclesiástica de Costa Rica. El 11 de agosto de 1970 se llevó a cabo la primera sesión del Concejo de Los Chiles, integrado por los regidores propietarios, señores José Luis Jurado Pacheco, presidente, Sebastián Rocha Matus, y Bienvenido Duarte Sequeira. El ejecutivo municipal fue don Miguel Ángel Mora Bonilla y el secretario municipal, don Marco Juárez Ibarra.
En relación con el origen del nombre del cantón, existen dos versiones populares. Una se refiere a que los huleros que habitaron la región a finales del siglo XX construyeron una bodega pajiza para guardar provisiones, hoy conocido como Los Chilitos; sitio en el que en algunas oportunidades preparaban sus comidas, condimen tadas con chiles, por lo que las semillas que caían al suelo dieron origen a un chilar, posteriormente la bodega desapareció por la acción del tiempo, pero las matas de chile se hicieron más numerosas; con los años, el sitio comenzó a utilizarse como punto de referencia por parte de los habitantes de la región, al denominarlo Los Chiles. La otra versión señala que los huleros se reunían en el lugar a contar sus aventuras, sus anécdotas, sus chiles, por lo que, finalmente llamaron al sitio Los Chiles.

### Creación y procedencia
En Ley n.º 4541 del 17 de marzo de 1970, Los Chiles se convirtió en el cantón número catorce de la provincia de Alajuela, se designó cabecera a la población del mismo nombre. En esa oportunidad no se fijaron los distritos de este nuevo cantón.      
Los Chiles procede del cantón de Grecia, establecido este último en las ordenanzas municipales, promulgadas en Ley n.º 20 del 24 de julio de 1867.

## Ubicación
Limita al norte con la República de Nicaragua, al oeste con Upala, al este con San Carlos y al sur con Guatuso y San Carlos. Fue fundado el 17 de marzo de 1970. Su cabecera es la homónima ciudad de Los Chiles, situada a sólo 6 kilómetros al sur de la línea fronteriza, y a unos 10 kilómetros de la orilla sureste del Lago de Nicaragua, en su confluencia con el río San Juan.
La anchura máxima es de unos cincuenta kilómetros, en dirección noreste a suroeste, desde el Hito n.º 6, frontera con la República de Nicaragua, en la margen este del río Pocosol, hasta un punto en el curso del río Rito, ubicado aproximadamente a 1.200 metros al noreste de la naciente de quebrada Moniguito.

## División territorial
El cantón de Los Chiles está dividido en 4 distritos:
1. Los Chiles
2. Caño Negro
3. El Amparo
4. San Jorge

## Geografía
Cantón de Los Chiles cuenta con un área de 1332,71 km² y una altitud media de 50 m s. n. m.

## Demografía
Para el año 2022, Cantón de Los Chiles cuenta con una población estimada de 34 701 habitantes, y para el último censo efectuado, en 2011, Cantón de Los Chiles contaba con una población de 23 735 habitantes.
De acuerdo al censo nacional del 2011, la población del cantón era de 23 735 habitantes, de los cuales, el 27,7 % nació en el extranjero. El mismo censo destaca que había 6035 viviendas ocupadas, de las cuales, el 39,8 % se encontraba en buen estado y había problemas de hacinamiento en el 14,2% de las viviendas. El 20,4% de sus habitantes vivían en áreas urbanas.
Entre otros datos, el nivel de alfabetismo del cantón es del 91,1%, con una escolaridad promedio de 5,5 años.
Es uno de los que posee menores índices de desarrollo humano del país (lugar 79 de los 81 cantones costarricenses).
De igual forma, presenta una de las menores densidades demográficas entre todos (apenas 17,46 hab/km²). La mayoría de los habitantes están concentrados en su distrito primero, el cual agrupa a aproximadamente el 56,2% del total del cantón. 
La composición por género indica que las mujeres son el 47,4% y los hombres el restante 52,6%. La proporción de los habitantes por edad es la siguiente: los niños entre 0 a 11 años es el 15,4%, los jóvenes de 12 a 17 años es el 14,4%, las personas de 18 a 23 años es el 15,4%, las personas entre 24 y 44 años es de 34,3% y los mayores de 45 años es de 20,5%.
El aporte migratorio de nicaragüenses es particularmente importante en la conformación de Los Chiles, a partir del siglo XIX hasta el presente. El 54,24% de los nacimientos son de madre extranjera, mientras que a nivel nacional este porcentaje es de 16,8%.
Para el año 2012 presentaba un índice de desarrollo humano  de 0.671 según el Programa de las Naciones Unidas para el Desarrollo, uno de los más bajos entre los cantones de todo el país.

## Economía
La base de la economía es fundamentalmente agropecuaria, con la siembra de hortalizas, yuca, frijoles y la crianza de ganadería.

## Turismo
- Refugio nacional de vida silvestre Caño Negro: Es un área de protección de humedales y especies silvestres. Está localizado en la parte baja de la cuenca del río Frío, a 21 km al suroeste de Los Chiles y a 36 km al sureste de la comunidad de Upala. Fue creado por Decreto Ejecutivo n.º 15120-MAG del 20 de enero de 1984, y cuenta con una extensión de 10.171 hectáreas. Incluye la laguna de Caño Negro (una de las mayores del país), cuenca somera de agua dulce con una extensión de 800 ha y un desagüe de agua estancada del adyacente río Frío y su tributario el río Mónico.
- Llanuras de río Purgatorio de San Jorge, una zona para compartir en familia, relajante y hermoso lugar.

|            |
| Caño Negro |

|            |
| Caño Negro |

|                   |
| Gaspar Caño Negro |

|                             |
| Llanuras del río purgatorio |

|               |
| Unas mariolas |